# Heinrich I. von Montfort
Heinrich, III. von Tübingen, I. von Montfort († 14. November 1272) war von 1251 bis zu seinem Tod Bischof von Chur.

## Familie
Heinrich entstammte dem von den Pfalzgrafen von Tübingen abstammenden Geschlecht der Grafen von Montfort. Seine Eltern waren Hugo, I. Graf von Montfort, und dessen zweite Gemahlin Mechthild von Wangen, der Churer Bischof Friedrich, I. von Montfort war sein Neffe. Zwei weitere Neffen (Kinder seiner Schwester Elisabeth) waren Friedrich Wildgraf von Kyrburg († nach 1310), Provinzmeister bzw. Großprior des Templerordens für Oberdeutschland und Emicho Wildgraf von Kyrburg († 1311), Bischof von Freising.

## Leben
Heinrich war Dominikaner und von 1248 bis 1249 päpstlicher Pönitentiar. 1251 wurde er zum (Fürst)Bischof von Chur ernannt, jedoch erst 1268 geweiht. Im Konflikt mit den Staufern stand er auf der Seite der Päpste. Es gelang ihm, sich gegen den rätischen Adel zu behaupten. 1255 besiegte er bei Domat/Ems mit Hilfe seines Bruders Hugo II. von Montfort ein Bündnis der Freiherren von Rhäzüns, Freiherren von Belmont und der Montalt. Er sicherte das Bistum durch den Bau von Burgen, z. B. der Churburg und förderte die Gründung von Klöstern. 1269 nahm er am Reichstag in Worms teil und weihte 1272, kurz vor seinem Tod, die Kathedrale von Chur.